# Careca
Antônio de Oliveira Filho (Araraquara, 5 oktober 1960), beter bekend onder zijn voetbalnaam Careca, is een voormalig Braziliaanse voetballer.

## Clubcarrière
Careca begon zijn carrière bij Guarani in 1978 en behaalde dat jaar met de club de landstitel. In 1991 won hij met de club ook de Série B. In 1983 werd hij naar São Paulo gehaald om daar clubicoon Serginho Chulapa te vervangen, die naar Santos ging. In 1985 won hij met de club het Campeonato Paulista. In 1986 stond hij met São Paulo ook in de finale om de landstitel en dat tegen zijn vroegere club Guarani. De finale werd een thriller. De eerste wedstrijd eindigde op een gelijkspel en in de terugwedstrijd maakten beide teams een owngoal en scoorden verder niet zodat er verlengingen gespeeld werden. Pita kon al snel scoren voor São Paulo maar dan maakte Guarani twee goals en leek de landstitel verloren. In de 119de minuut maakte Careca echter de gelijkmaker waardoor er strafschoppen volgden. De twee doelpuntenmakers van Guarani misten beiden hun strafschoppen waardoor São Paulo met 3-4 won. Nadat hij in 1987 nog de staatstitel won met de club trok hij naar het Italiaanse Napoli van Diego Maradona dat net landskampioen geworden was. In de Europacup I ging de club er het volgend jaar meteen uit tegen Real Madrid. In de Serie A werden ze dat jaar vicekampioen en het jaar erop won de club de UEFA Cup en versloeg hierin landgenoot Juventus en de Duitse clubs Bayern München en VfB Stuttgart. Careca kon ook scoren in de finale. In 1990 won hij met Napoli de landstitel. Na zijn avontuur bij Napoli ging hij enkele jaren in Japan spelen en keerde dan terug naar Brazilië.

## Interlandcarrière
Careca debuteerde in 1982 in het Braziliaans nationaal elftal en speelde 60 interlands, waarin hij 29 keer scoorde. Het WK in 1982 miste hij door een blessure, maar in 1986 was hij er wel bij. Hij scoorde vijf keer en eindigde in de topschutterslijst net achter de Engelse aanvaller Gary Lineker.
| Interlands van Careca voor Brazilië | Interlands van Careca voor Brazilië | Interlands van Careca voor Brazilië       | Interlands van Careca voor Brazilië | Interlands van Careca voor Brazilië | Interlands van Careca voor Brazilië |
| №                                   | Datum                               | Wedstrijd                                 | Uitslag                             | Competitie                          | Goals                               |
| ----------------------------------- | ----------------------------------- | ----------------------------------------- | ----------------------------------- | ----------------------------------- | ----------------------------------- |
| 1                                   | 21 Mar 1982                         | Brazilië – West-Duitsland                 | 1–0                                 | Vriendschappelijk                   |                                     |
| 2                                   | 05 May 1982                         | Brazilië – Portugal                       | 3–1                                 | Vriendschappelijk                   |                                     |
| 3                                   | 19 May 1982                         | Brazilië – Zwitserland                    | 1–1                                 | Vriendschappelijk                   |                                     |
| 4                                   | 27 May 1982                         | Brazilië – Ierland                        | 7–0                                 | Vriendschappelijk                   |                                     |
| 5                                   | 28 Apr 1983                         | Brazilië – Chili                          | 3–2                                 | Vriendschappelijk                   |                                     |
| 6                                   | 08 Jun 1983                         | Portugal – Brazilië                       | 0–4                                 | Vriendschappelijk                   |                                     |
| 7                                   | 12 Jun 1983                         | Wales – Brazilië                          | 1–1                                 | Vriendschappelijk                   |                                     |
| 8                                   | 17 Jun 1983                         | Zwitserland – Brazilië                    | 1–2                                 | Vriendschappelijk                   |                                     |
| 9                                   | 22 Jun 1983                         | Zweden – Brazilië                         | 3–3                                 | Vriendschappelijk                   |                                     |
| 10                                  | 28 Jul 1983                         | Chili – Brazilië                          | 0–0                                 | Vriendschappelijk                   |                                     |
| 11                                  | 17 Aug 1983                         | Ecuador – Brazilië                        | 0–1                                 | Copa América                        |                                     |
| 12                                  | 24 Aug 1983                         | Argentinië – Brazilië                     | 1–0                                 | Copa América                        |                                     |
| 13                                  | 13 Oct 1983                         | Paraguay – Brazilië                       | 1–1                                 | Copa América                        |                                     |
| 14                                  | 20 Oct 1983                         | Brazilië – Paraguay                       | 0–0                                 | Copa América                        |                                     |
| 15                                  | 04 Nov 1983                         | Brazilië – Uruguay                        | 1–1                                 | Copa América                        |                                     |
| 16                                  | 28 Apr 1985                         | Brazilië – Peru                           | 0–1                                 | Vriendschappelijk                   |                                     |
| 17                                  | 02 May 1985                         | Brazilië – Uruguay                        | 2–0                                 | Vriendschappelijk                   |                                     |
| 18                                  | 05 May 1985                         | Brazilië – Argentinië                     | 2–1                                 | Vriendschappelijk                   |                                     |
| 19                                  | 15 May 1985                         | Colombia – Brazilië                       | 1–0                                 | Vriendschappelijk                   |                                     |
| 20                                  | 02 Jun 1985                         | Bolivia – Brazilië                        | 0–2                                 | WK-kwalificatie                     |                                     |
| 21                                  | 08 Jun 1985                         | Brazilië – Chili                          | 3–1                                 | Vriendschappelijk                   |                                     |
| 22                                  | 30 Jun 1985                         | Brazilië – Bolivia                        | 1–1                                 | WK-kwalificatie                     |                                     |
| 23                                  | 12 Mar 1986                         | West-Duitsland – Brazilië                 | 2–0                                 | Vriendschappelijk                   |                                     |
| 24                                  | 01 Apr 1986                         | Brazilië – Peru                           | 4–0                                 | Vriendschappelijk                   |                                     |
| 25                                  | 08 Apr 1986                         | Brazilië – Duitse Democratische Republiek | 3–0                                 | Vriendschappelijk                   |                                     |
| 26                                  | 17 Apr 1986                         | Brazilië – Finland                        | 3–0                                 | Vriendschappelijk                   |                                     |
| 27                                  | 30 Apr 1986                         | Brazilië – Joegoslavië                    | 4–2                                 | Vriendschappelijk                   |                                     |
| 28                                  | 07 May 1986                         | Brazilië – Chili                          | 1–1                                 | Vriendschappelijk                   |                                     |
| 29                                  | 01 Jun 1986                         | Brazilië – Spanje                         | 1–0                                 | WK-kwalificatie                     |                                     |
| 30                                  | 06 Jun 1986                         | Brazilië – Algerije                       | 1–0                                 | WK-kwalificatie                     |                                     |
| 31                                  | 12 Jun 1986                         | Brazilië – Noord-Ierland                  | 3–0                                 | WK-kwalificatie                     |                                     |
| 32                                  | 16 Jun 1986                         | Brazilië – Polen                          | 4–0                                 | WK-kwalificatie                     |                                     |
| 33                                  | 21 Jun 1986                         | Frankrijk – Brazilië                      | 1–1                                 | WK-kwalificatie                     |                                     |
| 34                                  | 21 Jun 1987                         | Brazilië – Ecuador                        | 4–1                                 | Vriendschappelijk                   |                                     |
| 35                                  | 24 Jun 1987                         | Brazilië – Paraguay                       | 1–0                                 | Vriendschappelijk                   |                                     |
| 36                                  | 28 Jun 1987                         | Brazilië – Venezuela                      | 5–0                                 | Copa América                        |                                     |
| 37                                  | 03 Jul 1987                         | Chili – Brazilië                          | 4–0                                 | Copa América                        |                                     |
| 38                                  | 23 Jul 1989                         | Brazilië – Japan                          | 1–0                                 | Vriendschappelijk                   |                                     |
| 39                                  | 30 Jul 1989                         | Venezuela – Brazilië                      | 0–4                                 | WK-kwalificatie                     |                                     |
| 40                                  | 20 Aug 1989                         | Brazilië – Venezuela                      | 6–0                                 | WK-kwalificatie                     |                                     |
| 41                                  | 03 Sep 1989                         | Brazilië – Chili                          | 1–0                                 | WK-kwalificatie                     |                                     |
| 42                                  | 14 Oct 1989                         | Italië – Brazilië                         | 0–1                                 | Vriendschappelijk                   |                                     |
| 43                                  | 20 Dec 1989                         | Nederland – Brazilië                      | 0–1                                 | Vriendschappelijk                   |                                     |
| 43                                  | 28 Mar 1990                         | Engeland – Brazilië                       | 1–0                                 | Vriendschappelijk                   |                                     |
| 44                                  | 05 May 1990                         | Brazilië – Bulgarije                      | 2–1                                 | Vriendschappelijk                   |                                     |
| 45                                  | 13 May 1990                         | Brazilië – Duitse Democratische Republiek | 3–3                                 | Vriendschappelijk                   |                                     |
| 46                                  | 19 May 1990                         | Spanje – Brazilië                         | 0–1                                 | Vriendschappelijk                   |                                     |
| 47                                  | 10 Jun 1990                         | Brazilië – Zweden                         | 2–1                                 | WK-eindronde                        |                                     |
| 48                                  | 16 Jun 1990                         | Brazilië – Costa Rica                     | 1–0                                 | WK-eindronde                        |                                     |
| 49                                  | 20 Jun 1990                         | Brazilië – Schotland                      | 1–0                                 | WK-eindronde                        |                                     |
| 50                                  | 24 Jun 1990                         | Brazilië – Argentinië                     | 0–1                                 | WK-eindronde                        |                                     |
| 51                                  | 11 Sep 1991                         | Wales – Brazilië                          | 1–0                                 | Vriendschappelijk                   |                                     |
| 52                                  | 26 Aug 1992                         | Frankrijk – Brazilië                      | 0–2                                 | Vriendschappelijk                   |                                     |
| 53                                  | 16 Dec 1992                         | Brazilië – Duitsland                      | 3–1                                 | Vriendschappelijk                   |                                     |
| 54                                  | 18 Feb 1993                         | Argentinië – Brazilië                     | 1–1                                 | Vriendschappelijk                   |                                     |
| 55                                  | 06 Jun 1993                         | Verenigde Staten – Brazilië               | 0–2                                 | Vriendschappelijk                   |                                     |
| 56                                  | 10 Jun 1993                         | Brazilië – Duitsland                      | 3–3                                 | Vriendschappelijk                   |                                     |
| 57                                  | 13 Jun 1993                         | Engeland – Brazilië                       | 1–1                                 | Vriendschappelijk                   |                                     |
| 58                                  | 14 Jul 1993                         | Brazilië – Paraguay                       | 2–0                                 | Vriendschappelijk                   |                                     |
| 59                                  | 18 Jul 1993                         | Ecuador – Brazilië                        | 0–0                                 | WK-kwalificatie                     |                                     |
| 60                                  | 01 Aug 1993                         | Venezuela – Brazilië                      | 1–5                                 | WK-kwalificatie                     |                                     |

## Erelijst
Guarani
- Campeonato Brasileiro Série A: 1978

 São Paulo
- Campeonato Brasileiro Série A: 1986
- Campeonato Paulista: 1985, 1987

 Napoli
- Serie A: 1989/90
- Supercoppa Italiana: 1990
- UEFA Cup: 1988/89

Individueel'
- Bola de Prata: 1982, 1985
- Topscorer Campeonato Paulista: 1985
- Bola de Ouro: 1986
- Topscorer Campeonato Brasileiro Série A: 1986
- FIFA-WK Zilveren Schoen: 1986
- Zuid-Amerikaans Team van het Jaar: 1986